# ژان برتون
ژان برتون (به فرانسوی: Jean Breton) نویسنده و شاعر قرن بیستم میلادی اهل فرانسه بود.